# Монфорте д'Алба
Монфо̀рте д'А̀лба (на италиански: Monforte d'Alba; на пиемонтски: Monfort, Монфорт) е село и община в Северна Италия, провинция Кунео, регион Пиемонт. Разположено е на 480 m надморска височина. Населението на общината е 2079 души (към 2010 г.).